# Arturo Espejo Valero
Arturo Espejo Valero (Espanya, segle xx) és un militar espanyol que, des de 2022, ostenta el grau de tinent general i exerceix de cap del Comandament de Suport de la Guàrdia Civil espanyola.

## Trajectòria

### «Cas Mikel Zabalza»
Al llarg de la seva trajectòria, fou una figura clau del Servei d'Informació de la Guàrdia Civil (SIGC) i destacà per ser un dels tres agents responsables, juntament amb el també tinent Gonzalo Pérez García i l'agent Fernando Castañeda Valls, de la custòdia del conductor d'autobusos basc Mikel Zabalza, que aparegué mort l'any 1985 al riu Bidasoa amb mostres de tortura. Per aquests fets, foren processats en la primera fase de la investigació, no obstant això, el 22 d'abril de 1988, el magistrat de l'Audiència Provincial de Guipúscoa Antonio Giménez Pericás ratificà la interlocutòria que ell mateix dictà dies abans, el 13 d'abril, per la qual s'arxivava el cas per manca de proves.

### Ascens al cos
El 28 d'abril de 2017 fou ascendit a general de brigada a nominació prèvia de la ministra María Dolores de Cospedal. Tres anys i mig després, l'1 de desembre de 2020, es convertí en general de divisió a nominació de la ministra Margarita Robles. I, any i mig després, el 15 de febrer de 2022, la mateixa ministra el nomenà tinent general, màxim càrrec del cos, que només ostenten cinc persones.

### Cap del Comandament de Suport
Poc després del seu nomenament com a tinent general, el 2 de març de 2022, el ministre Fernando Grande-Marlaska el nomenà com a nou cap del Comandament de Suport de la Guàrdia Civil. El seu ascens en grau i càrrec fou criticat durament pels partits bascos. Per una banda, EH Bildu sol·licità la compareixença del ministre Grande-Marlaska per fer-li una sèrie de preguntes sobre el paper d'Espejo en el cas Zabalza, iniciant la sessió amb la pregunta: «És l'ascens del major responsable l'única mesura que ha pres el Govern (espanyol) en relació amb el cas Mikel Zabalza?». Per l'altra, el Partit Nacionalista Basc qüestionà rígidament que «la cúpula de la Guàrdia Civil trobi el major responsable en un dels casos més tèrbols succeïts en el si d'aquest cos policial». Al seu torn, la família de Zabalza considerà l'ascens com a una «ofensa» perquè «estem exactament en el mateix punt en el qual estàvem fa 37 anys, davant d'un mur que no deixaran enderrocar».
El 30 de març de 2022, el ministre Grande-Marlaska es presentà en seu del Senat espanyol per respondre tota pregunta relacionada amb el nomemanent d'Espejo. Durant la compareixença, la senadora del PNB Almudena Otaola li retreié la decisió amb un categòric «han premiat a un torturador», mentre que el senador de Geroa Bai Koldo Martínez li recriminà que «oculten els fets i menyspreen la família de Zabalza, la seva memòria, reparació i justícia». Grande-Marlaska els respongué retóricament que es referissin «en base a quina resolució concreta el senyor Espejo està o estigué imputat formalment».

### «Cas Casernes»
El 30 de març de 2023, Espejo comparegué a la Comissió d'Interior del Congrés dels Diputats espanyol, en qualitat de màxim responsable d'Assumptes interns, per donar explicacions sobre el «cas Casernes», unes presumptes irregularitats en les adjudicacions dels contractes de reparació i reforma de casernes de la Guàrdia Civil, signades entre el mes de març de 2014 i l'abril de 2019 amb l'empresari canari Ángel Ramón Tejada de León («Mon»). El cas saltà a la llum el 2023 quan es descobrí un destacat increment de les contractacions d'obra amb un mateix empresari, que emetia algunes de les factures amb greus errors relacionats amb el lloc, la data i la definició de les tasques. En declaracions, manifestà que dins del cos estan «francament dolguts» pel cas i que aquest genera conseqüències tant en agents en actiu com en jubilats perquè aquests darrers «són els qui més estan patint amb aquesta situació». Per aquesta raó, prengué el compromís d'aportar, al Jutjat d'instrucció núm. 6 de Madrid, tots «els elements suficients per desvirtuar la presumpció d'innocència» dels acusats —el tinent general Pedro Vázquez Jarava i el tinent coronel Carlos Alonso—, si es demostra que algun dels agents investigats ha comès «alguna irregularitat».

### Premis i condecoracions
L'any 2017, i en representació de la Guàrdia Civil, recollí el premi Hazte Oír, amb la que l'organització ultradretana catòlica havia distingit el cos per la repressió exercida contra la població durant el referèndum d'independència de Catalunya de 2017. Així mateix, l'any 2020 li fou concedida la Gran Creu de l'Orde al Mèrit de la Guàrdia Civil, condecoració atorgada pel ministre de l'Interior espanyol a proposta del director general de la Guàrdia Civil.